# Gornje Tlamino
Gornje Tlamino (cyr. Горње Тламино) – wieś w Serbii, w okręgu pczyńskim, w gminie Bosilegrad. W 2011 roku liczyła 129 mieszkańców.